# Penaoola algida
Penaoola algida är en spindelart som beskrevs av Davies 1998. Penaoola algida ingår i släktet Penaoola och familjen Amphinectidae.
Artens utbredningsområde är Sydaustralien. Inga underarter finns listade i Catalogue of Life.